# Pristimantis zimmermanae
Eleutherodactylus zimmermanae là một loài động vật lưỡng cư trong họ Strabomantidae, thuộc bộ Anura. Loài này được Heyer & Hardy mô tả khoa học đầu tiên năm 1991.
Chúng là loài đặc hữu của Brasil. Các môi trường sống tự nhiên của chúng là các khu rừng ẩm ướt đất thấp nhiệt đới hoặc cận nhiệt đới, các đồn điền, vườn nông thôn, và các khu rừng trước đây bị suy thoái nặng nề. Loài này đang bị đe dọa do mất môi trường sống.